# 참미르초등학교
참미르초등학교는 광주광역시 북구에 개교 예정인 공립 중학교이다.

## 학교 연혁
- 2026년 3월 1일 : 개교